# 원심력
원심력(遠心力, 영어: centrifugal force)은 회전하는 좌표계에서 관찰되는 관성력으로, 회전의 중심에서 바깥쪽으로 작용하는 것처럼 관찰된다. 하지만 다른 관성력과 마찬가지로 실제 존재하는 힘은 아니다.
가속하는 계(비관성좌표계) 안의 물체들은 관성에 따라 운동하려하기 때문에, 계를 기준으로 하여 계가 받는 가속도의 반대방향 가속도를 설명하기 위한 가상의 힘이 관성력이다. 원심력은 관성력 중에서도 회전하고 있는 계 안의 관찰자가 느끼는 가상의 힘이다.
관성좌표계에서 물체는 관성에 따라 등속도 운동을 한다. 그러나 원운동하는 좌표계는 가속도 운동을 하기 때문에, 관성의 법칙이 성립하지 않고 원운동하는 계 안의 관찰자는 물체가 마치 바깥쪽으로 힘을 받는 것처럼 느끼고 이를 원심력이라 한다. 관성좌표계에서 이 가상의 힘을 원심력이라고 표현하는 것은 오류이다. 관성좌표계에서 관찰했을 때 이 물체에 대해 바깥쪽으로 작용하는 힘은 없으며, 물체는 단지 관성에 따라 등속도로 운동하려는 것뿐이다.

## 원심력과 구심력
‘회전하는 계에서 관찰되는 원심력’은, ‘비관성좌표계에서 설명하기 위한 가상적인 힘이고, 실존하는 구심력’과 크기가 같고 방향이 반대이지만, 구심력과 작용 반작용 관계는 아니다. 회전하는 계에서 관찰했을 때는 원심력만 관찰될 뿐, 구심력은 관찰되지 않는다. 관성좌표계에서 관찰했을 때는 구심력과 이에 대한 반작용만 존재할 뿐, 원심력은 관찰되지 않는다. 즉, 좌표계에 따라 구심력과 원심력 중 하나만 관찰된다. 따라서 회전하는 물체의 운동을 설명할 때, 하나의 좌표계에서 (혹은 좌표계를 명시하지 않고) 구심력과 원심력을 동시에 언급하는 것은 오류이다.

파동 함수와 원 운동의 관계를 보여주는 그림. 오프셋은 x에 대한 최대 값이고, x = 기울기이고 각도가 0 일 때 파동이 여기에서 시작하고. 여기서의 움직임은 두 개의 전체 사이클 (두 개의 파장)을 나타낸다.

## 관성좌표계와 원심력
관성좌표계에서는 원심력은 관찰되지 않고, 구심력과 그 반작용만 존재한다. 관성좌표계에서는 원심력이란 개념을 사용해서는 안 된다. 공을 줄에 매달아 손으로 회전시키는 경우를 보자.
관성좌표계에서 관찰시, 회전하는 공에는 줄을 통하여 구심력이 작용되고 이로 인해 회전운동을 하게 된다. 그리고 작용 반작용 법칙에 따라 반작용력은 손에 전달된다. 이 반작용력은 공에 작용하는 것이 아니기 때문에 공의 운동을 설명하는 데 필요하지 않으며, 이를 원심력이라고 부르는 것은 잘못된 것이다. 쉽게말해 원심력은 나가려는 힘, 구심력은 당기는 힘이다.

## 원심력과 관련된 잘못된 설명들
- ‘원심력과 구심력은 서로 대응되는 힘이다’

실제로 원심력은 가상의 힘이므로 대응된다고 할 수 없다. 다만, 운동 좌표계에서 관측할 때 작용/반작용처럼 보일 뿐이다.
- ‘원심력은 구심력과 작용 반작용 관계이다’

실제로는 이렇지 않다.
- ‘원심력과 구심력이 평형을 이루고 있어서 끈에 매달린 공이 안정적으로 회전운동을 하는 것이다’

이것은 실제로 틀린 설명이다. 원심력은 애초에 가상의 힘으로써 운동 좌표계에서의 운동을 서술하기 위해 도입된 것에 불과하다. 많은 경우 물체의 운동은 관성좌표계(정지좌표계)에서 설명하는 것이 직관적이고 단순하다. 관성좌표계를 기준으로 삼았을 때, ‘끈에 매달린 공은 관성 때문에 직선 운동을 하려 하나, 구심력이 작용하여 회전운동을 하게 된다’라고 설명해야 한다. 또한, ‘평형을 이루며 회전운동을 한다’는 것도 잘못된 개념이다. 만약 실제 존재하는 힘이 구심력과 평형을 이룬다면, 알짜힘은 0이 되어 물체는 직선운동하게 된다.
- ‘물체가 회전할 때에는 구심력이 작용하여 원운동을 하는데, 물체를 묶은 끈이 풀리게 되면, 원심력이 작용하여 물체가 직선으로 운동하게 된다’

관성좌표계에서 설명할 때, 물체를 묶은 끈이 풀리게 되면 구심력이 더 이상 작용하지 않아 관성에 의해 직선 운동하는 것이다. 따라서 올바른 설명은 ‘물체가 회전할 때에는 구심력이 작용하여 원운동을 하는데, 물체를 묶은 끈이 풀리게 되면, 구심력이 더 이상 작용하지 않아 관성에 의해 직선 운동한다’이다.

## 같이 보기
- 관성력
- 코리올리 힘
- 구심력